# 上阿连特茹省

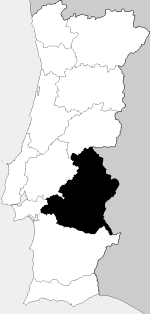
黑色区域為上阿連特茹省

上阿連特茹位於葡萄牙中部內陸，是葡萄牙歷史上的一个省份。包括今日的埃武拉區和波塔萊格雷區。